# Adrien Rabiot
Adrien Thibault Marie Rabiot, född 3 april 1995, är en fransk fotbollsspelare som spelar för Marseille.

## Klubbkarriär
Rabiot flyttades upp i Paris Saint-Germains A-lag av Carlo Ancelotti inför säsongen 2012–13.
Den 1 juli 2019 värvades Rabiot av Juventus. Den 17 september 2024 skrev han på ett tvåårskontrakt med Marseille.

## Landslagskarriär
I november 2022 blev Rabiot uttagen i Frankrikes trupp till VM 2022.